# Rojda Sekersöz
Rojda Şekersöz, född 25 december 1989 i Flemingsbergs församling i Stockholms län, är en svensk filmregissör.

## Biografi
Şekersöz är av kurdisk härkomst. Hon är uppvuxen i Botkyrka, flyttade med familjen till Dalarna som tioåring för att återvända till Stockholm och börja studera vid Kulturamas filmgymnasium. Şekersöz tog examen från regilinjen på Stockholms dramatiska högskola 2012. När hon antogs var hon 19 år gammal och den yngsta eleven i utbildningens historia.
År 2017 regisserade Şekersöz dramafilmen Dröm vidare som nominerades till två Guldbaggar vid Guldbaggegalan 2018. Şekersöz utsågs även till Årets nykomling med motiveringen Regissören Rojda Şekersöz berättar på ett normbrytande och inspirerande sätt om kvinnor i olika åldrar som söker sin egen självständighet, trots omvärldens motstånd. En ny, viktig röst i film-Sverige.
Sommaren 2017 debuterade hon som teaterregissör med pjäsen Skuldsanering av Martin Bengtsson. År 2019 filmatiserade hon Jonas Gardells roman En komikers uppväxt.
Rojda Şekersöz ägnar sig även åt spoken word och är en del av poesinätverket Revolution Poetry.
Tillsammans med skådespelaren Peshang Rad har hon en son.

## Filmografi
- 2017 – Dröm vidare
- 2019 – En komikers uppväxt
- 2020 – Dejta (TV-serie)
- 2020 – Helt perfekt (TV-serie)
- 2021 – Young Royals (TV-serie)
- 2023 – Ruset (TV-serie)